# Hermina Geertruida Sauerbier
Hermina Geertruida Sauerbier (geboren 18. September 1885 in Rotterdam; gestorben 17. November 1976 in Driebergen-Rijsenburg) war eine niederländische Malerin und Zeichnerin.

## Leben
Hermina Geertruida Sauerbier wurde am 18. September 1885 in Rotterdam geboren. Sie war die Tochter von Jacques François Sauerbier und Louise Mathilde Frederique Arntzenius. Ihre Schwester war die Malerin Maria Adriana Sauerbier. Hermina Geertruida Sauerbier heiratete am  27. Mai 1946 in Den Haag den Maler Heinrich Leonardus Hendrik de Hoog.
Sauerbier besuchte die Academie voor Beeldende Kunsten in Rotterdam und die Koninklijke Academie van Beeldende Kunsten in Den Haag. Ihre Lehrer waren Louis Bron, Hendrik de Hoog, den sie später heiratete und Jan Voerman. Sie arbeitete als Porträt- und Stilllebenmalerin und war Mitglied der Schilderessenvereniging ODIS. Mit der Künstlervereinigung stellte sie 1939 aus.
Hermina Geertruida Sauerbier starb am 17. November 1976 in Driebergen-Rijsenburg.